# Eustenancistrocerus askhabadensis
Eustenancistrocerus askhabadensis är en stekelart som först beskrevs av Rad. 1886.  Eustenancistrocerus askhabadensis ingår i släktet Eustenancistrocerus och familjen Eumenidae. Utöver nominatformen finns också underarten E. a. danticoides.